# Alcides inträde i världen
Alcides inträde i världen är en opera i en akt med musik av Johann Christian Friedrich Haeffner och med text av Abraham Niclas Clewberg Edelcrantz. 

## Historia
Operan uruppfördes på kung Gustav IV Adolfs 15-årsdag den 1 november 1793 vid invigningen av Kongliga Mindre Theatern och spelades en gång.
I rollerna fanns bland andra:
- Maria Franck som Smickret
- Elisabeth Forsselius som Verkligheten
- Caroline Müller som Aretea

Den präglades enligt Nordisk Familjebok av "en rikedom af versformer, som mycket lyckligt återgifva karaktär och stämning".
I samband med att operan spelades första gången, framfördes även Den svartsjuke neapolitanaren.

## Roller
| Roller                           | Stämma | Premiärbesättning den 1 november 1793 (Dirigent: Johann Christian Friedrich Haeffner) |
| -------------------------------- | ------ | --- |
| Alcides                          |        | Carl Fredrik Fernstedt |
| Aretea                           |        | Caroline Müller |
| Minerva                          |        | Marie Louise Marcadet |
| Edonis                           |        | Franziska Stading |
| Verkligheten                     |        | Elisabeth Haeffner |
| Smickret                         |        | Maria Franck |
| Översteprästen i Musernas tempel |        | Christopher Christian Karsten |
| Danssolister                     | -      | Giovanna Bassi, fru Wild (från London), Ulrika Åberg, Julie Alix de la Fay, herr Alix, Jean-Rémy Marcadet, Louis Deland, herr Victor, Carlo Uttini, Joseph Saint-Fauraux Raimond, herr Hamberg, Anna Sofia Lind och Villeneuve. |